# Bankrott
Unter Bankrott (italienisch banca rotta, „zerbrochene Bank“) versteht man in der Wirtschaft die Zahlungsunfähigkeit (Insolvenz) eines Schuldners (in der Umgangssprache auch Konkurs oder Pleite). In Deutschland wird mit dem Rechtsbegriff strafrechtlich eine Insolvenzstraftat bezeichnet. Italienische Geldwechsler der Renaissance haben auf Tischen (das italienische banco kann ein Ladentisch oder eine Werkbank sein) ihre Dienste angeboten. Konnte ein Geldwechsler seine vertraglichen Verpflichtungen nicht erfüllen, wurde sein Tisch zerstört. Es ging also bereits früher in Italien darum, dass finanziell angeschlagene Schuldner ihre Existenz gefährdeten. Heute umfasst in Italien der Begriff ein die Gläubiger schädigendes Verhalten. Der Bankrott ist seit März 1942 im italienischen Legge fallimentare („Insolvenzgesetz“; Art. 216, 217) geregelt, wird aber dort nicht so bezeichnet.
Generell können alle Wirtschaftssubjekte in unüberwindbare Finanzkrisen geraten (Unternehmen: Insolvenz, Privathaushalte: Privatinsolvenz, Staaten: Staatsbankrott). 

## Deutschland
Im Jahre 1457 scheint der Begriff erstmals in Hamburg aufgetaucht zu sein: „Bankeruth spoelen oft meer koepen dan sy betalen kunnen.“ Der Entwurf eines „peinlichen Gesetzbuchs für die kurpfalzbaierischen Staaten“ sah bereits im Jahre 1802 vor, dass, „wer durch muthwilligen Bankerut seinen Gläubigern einen Schaden zufügt“, als Strafe ins Arbeitshaus oder Zuchthaus kommen sollte. Das war der Vorläufer des heutigen betrügerischen Bankrotts. Noch 1830 galt, dass jemand betrügerischen Bankrott beging, wenn er zwar zahlen konnte, aber nicht wollte.

### Strafrecht
Der Rechtsbegriff Bankrott findet sich heute nur im deutschen Strafrecht (§ 283, § 283a StGB) und gehört zu den Insolvenzdelikten. Hier werden einige im Gesetz erwähnte vorsätzliche Tatbestandsmerkmale im Bereich der betrügerischen Überschuldung oder bei drohender oder eingetretener Zahlungsunfähigkeit mit Strafandrohung belegt. Die im Gesetz abschließend aufgezählten Tathandlungen müssen während einer Unternehmenskrise begangen werden oder eine solche Krise kausal mit herbeiführen. Es handelt sich überwiegend um abstrakte Gefährdungsdelikte, so dass eine konkrete Gefährdung einzelner oder aller Gläubiger nicht vorausgesetzt wird. Für die Auslegung der „wirtschaftlichen Krise“ bieten die Legaldefinitionen der Insolvenzordnung (InsO) eine erste und gewichtige Orientierung. Bis auf diese wenigen strafrechtlichen Tatbestände verwendet der Gesetzgeber in Deutschland seit Januar 1999 den Begriff Insolvenz. Seitdem wird der Bankrott einer Privatperson als Privatinsolvenz behandelt.
Danach wird mit Freiheitsstrafe bis zu fünf Jahren oder Geldstrafe bestraft, wer bei Überschuldung oder bei drohender oder eingetretener Zahlungsunfähigkeit
- Bestandteile seines Vermögens, die im Falle der Eröffnung des Insolvenzverfahrens zur Insolvenzmasse gehören, beiseiteschafft oder verheimlicht oder in einer den Anforderungen einer ordnungsgemäßen Wirtschaft widersprechenden Weise zerstört, beschädigt oder unbrauchbar macht,
- in einer den Anforderungen einer ordnungsgemäßen Wirtschaft widersprechenden Weise Verlust- oder Spekulationsgeschäfte oder Differenzgeschäfte mit Waren oder Wertpapieren eingeht oder durch unwirtschaftliche Ausgaben, Spiel oder Wette übermäßige Beträge verbraucht oder schuldig wird,
- Waren oder Wertpapiere auf Kredit beschafft und sie oder die aus diesen Waren hergestellten Sachen erheblich unter ihrem Wert in einer den Anforderungen einer ordnungsgemäßen Wirtschaft widersprechenden Weise veräußert oder sonst abgibt,
- Rechte anderer vortäuscht oder erdichtete Rechte anerkennt,
- Handelsbücher, zu deren Führung er gesetzlich verpflichtet ist, zu führen unterlässt oder so führt oder verändert, dass die Übersicht über seinen Vermögensstand erschwert wird,
- Handelsbücher oder sonstige Unterlagen, zu deren Aufbewahrung ein Kaufmann nach Handelsrecht verpflichtet ist, vor Ablauf der für Buchführungspflichtige bestehenden Aufbewahrungsfristen beiseiteschafft, verheimlicht, zerstört oder beschädigt und dadurch die Übersicht über seinen Vermögensstand erschwert,
- entgegen dem Handelsrecht
  - Bilanzen so aufstellt, dass die Übersicht über seinen Vermögensstand erschwert wird, oder
  - es unterlässt, die Bilanz seines Vermögens oder das Inventar in der vorgeschriebenen Zeit aufzustellen, oder
- in einer anderen, den Anforderungen einer ordnungsgemäßen Wirtschaft grob widersprechenden Weise seinen Vermögensstand verringert oder seine wirklichen geschäftlichen Verhältnisse verheimlicht oder verschleiert.

Der Versuch dieses Vergehens ist ebenfalls strafbar. Die Tat setzt grundsätzlich Vorsatz voraus, Eventualvorsatz genügt. Doch auch bestimmte Fälle der fahrlässigen Handlungen und der fahrlässigen Erfolgsverursachung sind nach § 283 Abs. 4 und 5 StGB strafbar, allerdings mit geringerer Strafe bedroht. Objektive Bedingung der Strafbarkeit ist, dass das Insolvenzverfahren eröffnet oder die Eröffnung mangels Masse abgelehnt worden ist oder der Täter seine Zahlungen eingestellt hat.
Neben dem Bankrott kommt in Deutschland als weitere Straftat im Zusammenhang mit Zahlungsunfähigkeit und Überschuldung von Unternehmen auch die Insolvenzverschleppung in Betracht.

### Zivilrecht
Der Begriff der Zahlungsunfähigkeit ist in § 17 Abs. 2 InsO definiert. Danach ist der Schuldner zahlungsunfähig, wenn er nicht in der Lage ist, die fälligen Zahlungspflichten zu erfüllen. Entscheidend kommt es dabei auf den Zeitpunkt der Fälligkeit der jeweiligen Forderungen an. Die bereits eingetretene Fälligkeit kann (nur) durch Stundungs- oder Ratenzahlungsvereinbarungen beseitigt werden. Von der Zahlungsunfähigkeit abzugrenzen ist die bloße Zahlungsstockung. Eine Zahlungsstockung liegt vor, wenn kurzfristig und behebbar Liquidität fehlt, aber innerhalb einer Drei-Wochen-Frist mit der Wiederherstellung der Zahlungsfähigkeit hinreichend sicher zu rechnen ist.
Die Zahlungsunfähigkeit kann nachgewiesen werden durch eine stichtagsbezogene Liquiditätsbilanz. Sie kann aber auch vermutet werden, wenn bestimmte Anhaltspunkte vorliegen, z. B. durch die ausdrückliche Bankrotterklärung des Schuldners, nicht zahlen zu können, gescheiterte Vollstreckungsversuche oder die Nichtzahlung von Löhnen, Gehältern oder Sozialversicherungsabgaben. In diesem Falle obliegt es den Handelnden, die Vermutung der Zahlungsunfähigkeit ihrerseits zu widerlegen.

## Andere Länder

### Österreich und Liechtenstein
Die Krida in Österreich (in Liechtenstein: Konkurs) ist sowohl ein Straftatbestand im österreichischen als auch dem liechtensteinischen Strafgesetzbuch (StGB). Er entspricht in etwa dem deutschen Bankrott im Strafrecht. Beide unterscheiden zwischen betrügerischer Krida (bzw. betrügerischem Konkurs) und fahrlässiger Krida (bzw. fahrlässigem Konkurs).
Nach § 156 StGB (Österreich, Liechtenstein) wird wegen betrügerischer Krida (Liechtenstein: Betrügerischer Konkurs) mit Freiheitsstrafe von sechs Monaten bis zu fünf Jahren bestraft, wer die Befriedigung eines seiner Gläubiger durch die Verheimlichung oder Verringerung seines Vermögens vereitelt oder schmälert. Für die fahrlässige Krida wurde § 159 StGB inzwischen (2000 bzw. 2007) geändert auf „Grob fahrlässige Beeinträchtigung von Gläubigerinteressen“, d. h. der strafrechtliche Tatbestand wurde gegenüber vorherigen Fassungen erheblich eingegrenzt.
In Österreich regelt zivilrechtlich die österreichische Insolvenzordnung das Verfahren.

### Schweiz
In der Schweiz wird der Bankrott gemäß dem Bundesgesetz über Schuldbetreibung und Konkurs (SchKG) als Konkurs bezeichnet. Unterliegt der Schuldner der Konkursbetreibung, so droht ihm das Betreibungsamt nach Empfang des Fortsetzungsbegehrens unverzüglich den Konkurs an (Art. 159 SchKG). Das für die Eröffnung des Konkurses zuständige Konkursgericht hat auf Verlangen des Gläubigers die Aufnahme eines Verzeichnisses aller Vermögensbestandteile des Schuldners (Güterverzeichnis) anzuordnen (Art. 162 SchKG).

### Vereinigtes Königreich
In Großbritannien gibt es den Insolvency Act von 1986, der zwischen Kapitalgesellschaften („insolvency“) und Personengesellschaften sowie natürlichen Personen („bankruptcy“) unterscheidet.

### Vereinigte Staaten
In den USA wird gesetzestechnisch von „bankruptcy“ gesprochen. Der Bankruptcy Act of 1898 („Nelson Act“ vom 1. Juli 1898, ch. 541, 30 Stat. 544) war das erste Gesetz, das das Konkursverfahren in den USA regelte. Es wurde durch den Bankruptcy Reform Act of 1978 (95–598, 92 Stat. 2549 vom 6. November 1978) ersetzt. Hauptgebiete sind die Liquidation der Vermögenswerte (Chapter 7), Bankrott von Munizipalitäten (Chapter 9) oder Unternehmen (Chapter 11).

## Staatsbankrott
Der Begriff Staatsbankrott ist in Deutschland kein Rechtsbegriff; Staatsbankrott bedeutet in der Literatur vielfach die Nichterfüllung finanzieller Verpflichtungen eines Staates. Für das Bundesverfassungsgericht (BVerfG) war 1965 ein Staatsbankrott das „Missverhältnis zwischen dem Leistungsvermögen und den Passiven“. In Deutschland sind Bund, Länder und Gemeinden insolvenzunfähig, denn gemäß § 12 InsO ist das Insolvenzverfahren über das Vermögen dieser Gebietskörperschaften unzulässig. 
Es gibt international weder ein normiertes Verfahren noch anerkannte Indikatoren, aus denen eine staatliche Zahlungsunfähigkeit abgeleitet werden kann. Staatsbankrott war und ist international ein in der Realität häufig anzutreffender Vorgang. Staatliche Zahlungsunfähigkeit ist in den letzten 200 Jahren in rund 90 Fällen erklärt worden. Auch in Europa haben sich Staaten – einige gar mehrfach – außerstande erklärt, ihre Verbindlichkeiten zu bedienen. Der IWF versuchte seit November 2001 im Rahmen seines Sovereign Debt Restructuring Mechanism die Grundstrukturen eines staatlichen Insolvenzrechts zu entwickeln. Im April 2003 zeigte sich jedoch, dass derartige formelle Krisenlösungskonzepte bei einer Vielzahl wichtiger Mitgliedsstaaten des IWF keine hinreichende politische Unterstützung fanden.